# Боденроде-Вестгаузен
Боденроде-Вестгаузен (нім. Bodenrode-Westhausen) — громада в Німеччині, розташована в землі Тюрингія. Входить до складу району Айхсфельд. Складова частина об'єднання громад Ляйнеталь.
Площа — 14,53 км2. Населення становить 1093 ос. (станом на 31 грудня 2021).

## Галерея

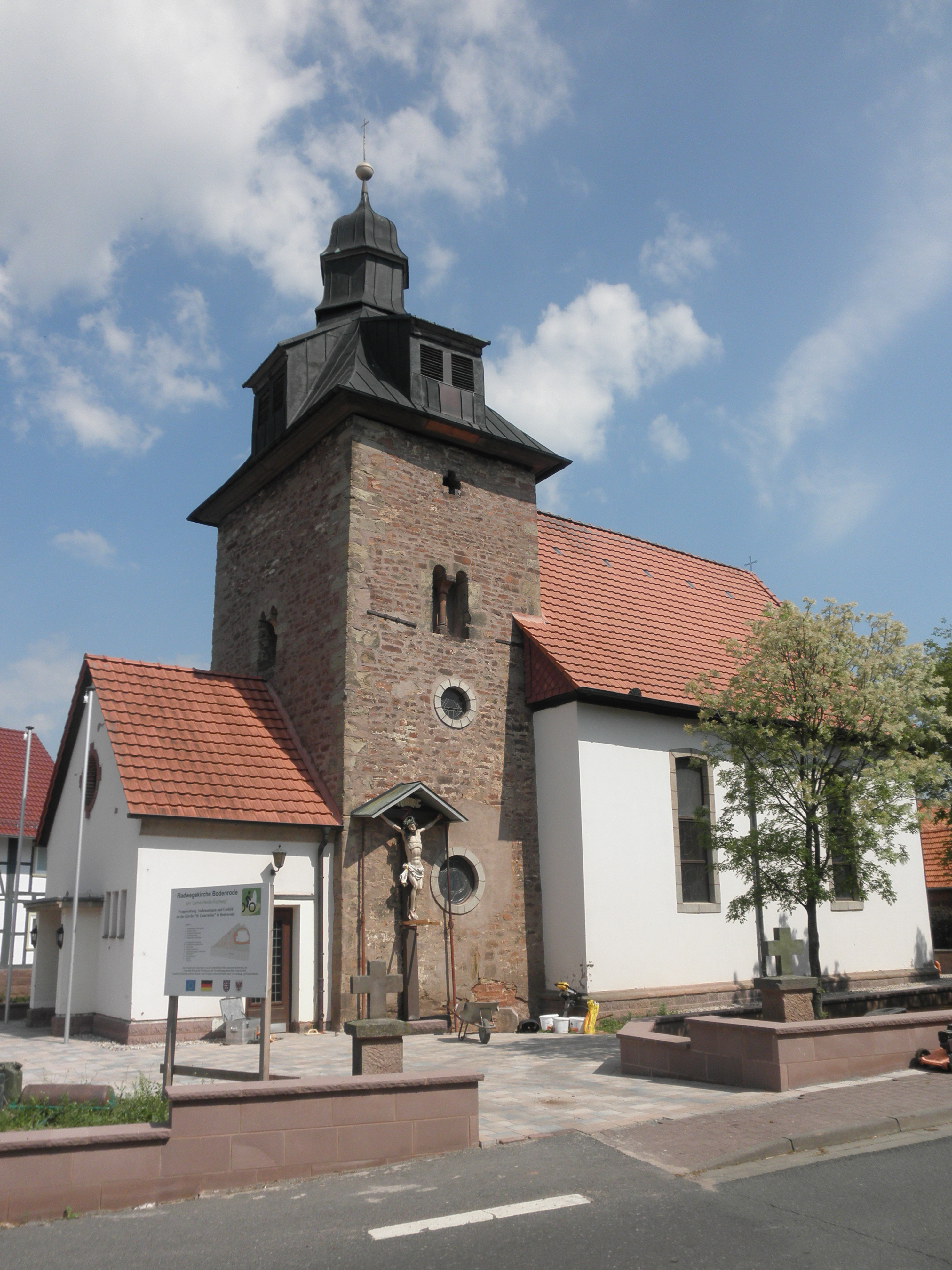